# سنجاي جيل
سنجاي جيل (29 يونيو 1975 بدلهي في الهند - ) هو لاعب كريكت هندي.

## وصلات خارجية
- سنجاي جيل على موقع إي آس بي آن كريك إنفو (الإنجليزية)